# Hecalini
Los hecalinos (Hecalini) son una tribu de hemípteros auquenorrincos de la familia Cicadellidae. Tiene los siguientes géneros.

## Géneros
Hay 24 géneros en dos subtribus:
Subtribu Glossocratina Dmitriev, 2002
- Glossocratus Fieber, 1866

Subtribu Hecalina Distant, 1908
- Alospangbergia Evans, 1973
- Annidion Kirkaldy, 1905
- Attenuipyga Oman, 1949
- Bordesia de Bergevin, 1929
- Cephalius Fieber, 1875
- Clavena Melichar, 1902
- Dicyphonia Ball, 1900
- Epicephalius Matsumura, 1908
- Fangamanus He, Zhang, McKamey & Zahnsier, 2019
- Hecalocratus Evans, 1966
- Hecalus Stål, 1864
- Hecalusina He, Zhang & Webb, 2008
- Jiutepeca Linnavuori & DeLong, 1978
- Linnavuoriella Evans, 1966
- Lualabanus Linnavuori, 1975
- Memnonia Ball, 1900
- Neohecalus Linnavuori, 1975
- Neoslossonia Van Duzee, 1909
- Parabolocratalis Evans, 1955
- Psegmatus Fieber, 1875
- Reuteriella Signoret, 1879
- Spangbergiella Signoret, 1879
- Thomsoniella Signoret, 1880